# Darmduplikatur
Darmduplikatur ist eine angeborene Fehlbildung des Darms, bei der ein Darmteil im Mesenterium doppelt angelegt wird (streckenweise also 2 Lumina). Eine Darmduplikatur kann in Form eines Schlauches oder auch nur als ein kurzer, dann eher rundlicher Abschnitt in Form einer Zyste ausgebildet sein. Sie kann entweder eine Verbindung zum regulären Darm besitzen oder vollkommen isoliert sein. Optisch ist die Darmduplikatur der normalen Darmwand ähnlich, sie kann aber auch ortsfremdes Gewebe enthalten.
Die Darmdupikatur kann sowohl im Dünndarm (50 %) als auch im Kolon (30 %) oder im restlichen Darm auftreten.

## Krankheitserscheinungen
Symptome sind Erbrechen mit Gallebeimengung, ausladende Bauchdecken (Distension des Abdomens) und verzögerter Stuhlabgang. Die Darmduplikatur ist eine wichtige Differenzialdiagnose bei appendizitisähnlichen Unterbauchbeschwerden.

## Untersuchungsmethoden
Die Darmduplikatur kann durch eine Röntgenuntersuchung mit Kontrastmittel („fraktionierte Magen-Darm-Passage“) nachgewiesen werden. In der Regel wird die Verdachtsdiagnose jedoch nicht mit Röntgen, sondern aufgrund der darmtypischen Wandstrukturen im Ultraschall gestellt. Mit der Kernspintomographie können auch Darmduplikaturen erfasst werden. Häufigste Differenzialdiagnose ist beim Mädchen die Ovarialzyste. Die Diagnosesicherung erfolgt laparoskopisch (d. h. per Schlüssellochtechnik).

## Therapie
Therapeutisch ist die operative Beseitigung der Darmduplikatur möglich (GOÄ-Ziffer 3174).